# Parachleuastochoerus
Parachleuastochoerus — вимерлий рід парнопалих, що існував у міоцені в Європі. Це був менший нащадок роду Conohyus, з вужчими зубами і зменшеними премолярами.